# لاجرشال، ویلتشر
longitudeلاجرشال، ویلتشرlatitudeلاجرشال، ویلتشر
لاجرشال، ویلتشر (به انگلیسی: Ludgershall, Wiltshire) یک روستا در بریتانیا است که در انگلستان واقع شده‌است.

## خصوصیات
لاجرشال ۳٬۷۷۵ نفر جمعیت دارد.